# Monasterio de Dafni
El monasterio de Dafni o únicamente Dafni (en griego Δάφνι) se encuentra a 11 kilómetros al noroeste del centro de Atenas, cerca del bosque del mismo nombre, en la vía sagrada que lleva a Eleusis. Es parte del Patrimonio de la Humanidad de la Unesco desde 1990. Fue muy dañado por el terremoto de 1999. «Dafni» es el nombre griego moderno que significa «bosquecillo de laurel» derivado de Daphneion (Lauretum).

## Historia y arquitectura
El monasterio ortodoxo fue fundado a principios del siglo VI en el santuario de Apolo en Daphni que fue destruido por los godos en 395. Se reutilizaron las columnas jónicas del antiguo templo. El hecho es que hoy en día no queda más que una, las demás fueron trasladadas a Londres por Lord Elgin. 
La iglesia principal es un monumento del siglo XI del arte bizantino. Posee el conjunto mejor conservado de mosaicos del primer período (dinastía Commena, alrededor del 1100) y en ellos se puede ver la transformación de la austera e hierática imagen de Cristo Pantocrátor en la cúpula, que fue característica de la época Macedonia por un estilo más delicado y refinado, ejemplo del cual el ángel delante de San Joaquín es considerado el mejor ejemplo. 
Durante un período de renombrada prosperidad en los siglos XI y XII, el monasterio de Dafni fue restaurado. Se construyeron una nueva iglesia octogonal, un refectorio y una capilla para el cementerio. La antigua basílica fue completamente demolida excepto por las paredes que lo circundan y las celdas de la anterior iglesia que fueron incorporados con la nueva iglesia. Trazas de los antiguos frescos bizantinos encontrados en las paredes muestran una persona con bandas, quizá el emperador Basilio II, sosteniendo un rollo. La artesanía usada en la construcción de la iglesia sugiere que Basilio II llevó trabajadores desde Constantinopla.
Después del pillaje de la iglesia en 1205 por los cruzados, Othon de la Roche, duque de Atenas, la donó a la Abadía cisterciense de Bellevaux. Los monjes franceses reconstruyeron el soportal añadiendo un muro alrededor del monasterio y haciendo algunos otros cambios hasta que los turcos los expulsaron y lo entregaron a una congregación ortodoxa en 1458. El claustro poco a poco cayó en la ruina. La restauración no comenzó hasta 1888.

## Mosaicos
El interior del monasterio de Dafni tiene un elegante interacción de espacios y luz con las ventanas en la base de la cúpula iluminando el espacio vertical por encima; conforme el espacio se hace más alto, también se hacía más brillante. Esta luz gradual subraya las teselas de radiante oro molido usadas para crear la notable calidad de los mosaicos. El artista desconocido procedía del período comneno temprano (h. el año 1100). La amplia paleta de tonos coloreados de teselas de vidrio resalta aún más los mosaicos. Se han realizado varios estudios importantes sobre la composición del vidrio usado en las teselas para estos mosaicos como el color inusualmente brillante de las teselas de oro molidoy la profunda brillantez de los colores combinan con importantes calidades estilísticas para hacer únicos a estos mosaicos. Uno de los factores que identifica los mosaicos de diferentes regiones es la variedad de vidrio usado. El vidrio puede elaborarse localmente o importarse de otros lugares; en el caso de Dafni, se cree que el vidrio estaba creado en el lugar.  Este grupo de mosaicos está considerado uno de los ciclos de mosaicos más importantes y mejor conservados de este período. Hay evidencia de las concepciones estilísticas e iconográficas formuladas al final de la crisis iconoclástica (843) por la iglesia de Constantinopla. La decoración muestra una rígida consistencia en la distribución de características del arte constantinopolitano.
En teología bizantina, el edificio de la iglesia fue un símbolo del universo cristiano, pretendía reflejar el esplendor del cielo. Un programa estandarizado en iglesias bizantinas establecieron el orden en el que las representaciones se colocaban. Los personajes más sagrados eran representados en la cúpula y en el ábside, mientras que abajo, las escenas de la bóveda estaban colocadas de niveles superiores a niveles inferiores en relación con su nivel de importancia religiosa.
Los visitantes de la iglesia se ven inmediatamente atraídos a los mosaicos más famosos e importantes: Cristo Pantocrátor (Señor del Universo) mirando sobre todos desde la cumbre de la bóveda. Es representado con un rostro severo y una mirada amenazadora y solo se muestra su cabeza y sus hombros. Este medallón se reconoce que representa alta calidad artística y como «una de las mayores creaciones en el arte».
Cristo luce ropaje purpúreo y un manto azul, es el rey de reyes y muestra fortaleza, austeridad y poder. El artista creó un dibujo marcado y realista, ejecutado con medios muy simples. Las cejas se muestran con un fuerte arco para acentuar las líneas verticales y la larga nariz que se cruza con las líneas horizontales del halo para crear una cruz simbólica. Varios estudios se han llevado a cabo en un intento de determinar si cambios significativos se hicieron durante restauraciones a la apariencia del mosaico del Cristo Pantocrátor, pero hay un acuerdo general en que los cambios no fueron significativos. Cristo está rodeado por dieciséis profetas en la base de la cúpula, entre las ventanas que iluminan a Cristo como la figura dominante en la iglesia. Los profetas lucen antiguas vestimentas y sostiene un pergamino que contiene texto proclamando la gloria de Cristo o la Segunda Llegada.

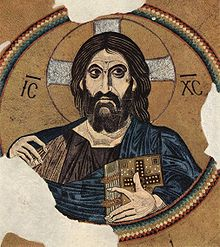
Cristo Pantocrátor

En las pechinas hay cuatro escenas de la vida de Cristo. La escena de la Crucifixión muestra tres figuras: Cristo en la cruz, con María y san Juan están al pie de la cruz, uno a cada lado. Las figuras están colocadas en la sombra de un triángulo contra el fondo dorado vacío. Cada figura está separada y unificada con las otras figuras. Esta colocación equilibrada es similar a la manera de los escultores griegos colocaban sus figuras en las pechinas de los templos. La figura de san Juan está representada en una posición sinuosa, con su pecho sobre una pierna – una pose usada por los escultores griegos. El cuerpo de Cristo está representado en un estilo atlético, clásico, pero a diferencia de la escultura griega, la anatomía no es realista. Las caras de san Juan y la Virgen tienen la planitud y las pesadas líneas del estilo bizantino, pero ellos expresan la calma de las estatuas griegas.
Según la Encyclopædia Britannica, «el conjunto representa una visualización del cosmos cristiano, su efecto creado por una interacción intrincadamente concebida de imágenes y arquitectura. El espacio de hecho funde la decoración en una gran imagen global, en la que el gobernante, saludado por los profetas que lo rodeaban, preside en su esfera por encima de la hueste de santos que la gente de la parte inferior del espacio».
Otros importantes mosaicos incluyen: oraciones de Joaquín y Ana, la anunciación a Joaquín, la Virgen con santa Ana, la anunciación de la Madre de Dios, el bautismo de Cristo, el Lavatorio, la entrada de Jerusalén, Cristo en la Última Cena, la Crucifixión, la Resurrección, la dormición de la Madre de Dios, ángel recibiendo a la Madre de Dios, el profeta Sofonías, san Baco.
El arte bizantino a menudo sobrevive como un arte eclesiástico. El monasterio de Dafni fue construido durante un período de renacimiento en la cultura y el arte y una vuelta a las tradiciones clásicas. Las figuras en los mosaicos están representados más naturalmente, y se funden más suavemente con lo que les rodea La decoración del monasterio está inspirada por el espíritu de la época. Los rostros están desmaterializados, austeros y representados con expresiones sin emoción. Los cuerpos son rígidos y pesados, características comunes a la hora de representar los iconos de los obispos, monjes y los mártires. La perspectiva pictórica, los estilos de las figuras y sus gestos, el modelado de las figuras a lo largo de la simplicidad de diseño, y el abrumador esplendor de color reflejando de las teselas de plata y oro distinguen los mosaicos de Dafni entre los mosaicos de los siglos XI y XII como ejemplos particularmente grandiosos del arte bizantino en general.